# マイケル・ジョンソン (格闘家)
マイケル・ジョンソン（Michael Johnson、1986年6月4日 - ）は、アメリカ合衆国の男性総合格闘家。ミズーリ州セントルイス出身。サンフォードMMA所属。

## 来歴
セントラル・メソディスト大学時代はレスリングとフットボールで活躍。2008年にプロ総合格闘技デビュー。

### TUF
2010年、リアリティ番組「The Ultimate Fighter」のシーズン12に参加。ジョルジュ・サンピエール率いるチーム・GSPに所属。ライト級トーナメント1回戦でアーロン・ウィルキンソン、2回戦でアレックス・カセレスを下し、準決勝ではナム・ファンに2-1の判定勝ちを収め決勝進出を果たした。
2010年12月5日、The Ultimate Fighter: Team GSP vs. Team Koscheck Finaleのライト級トーナメント決勝でジョナサン・ブルッキンズと対戦し、0-3の判定負けを喫した。

### UFC
2011年6月26日、UFC初参戦となったUFC Live: Kongo vs. Barryでエドワード・ファーロロットと対戦し、パウンドでTKO勝ちを収めた。
2012年5月5日、UFC on FOX 3でトニー・ファーガソンと対戦し、3-0の判定勝ち。
2012年10月5日、UFC on FX 5でダニー・カスティーリョと対戦し、パウンドでKO勝ち。ノックアウト・オブ・ザ・ナイトを受賞した。
2013年8月17日、UFC Fight Night: Shogun vs. Sonnenでジョー・ローゾンと対戦し、3-0の判定勝ちを収めた。
2013年12月28日、UFC 168でグレイゾン・チバウと対戦し、パウンドでKO勝ちを収めた。
2014年3月8日、UFC Fight Night: Gustafsson vs. Manuwaでメルヴィン・ギラードと対戦し、3-0の判定勝ちを収めた。
2015年2月22日、UFC Fight Night: Bigfoot vs. Mirでライト級ランキング6位のエジソン・バルボーザと対戦し、3-0の判定勝ち。
2015年8月8日、UFC Fight Night: Teixeira vs. St. Preuxでライト級ランキング12位のベニール・ダリウシュと対戦し、1-2の判定負けを喫した。
2015年12月19日、UFC on FOX 17でライト級ランキング15位のネイト・ディアスと対戦し、0-3の判定負け。敗れはしたものの、ファイト・オブ・ザ・ナイトを受賞した。
2016年9月17日、UFC Fight Night: Poirier vs. Johnsonでライト級ランキング7位のダスティン・ポイエーと対戦し、カウンターの右フックと左ストレートのコンビネーションでダウンを奪い、追撃のパウンドで1RKO勝ち。パフォーマンス・オブ・ザ・ナイトを受賞した。
2016年11月12日、UFC 205でライト級ランキング2位のハビブ・ヌルマゴメドフと対戦。序盤は素早いパンチでヌルマゴメドフをぐらつかせるものの、テイクダウンを奪われると一気にヌルマゴメドフペースとなり、3Rにキムラロックで一本負け。
2017年7月7日、The Ultimate Fighter 25 Finaleでジャスティン・ゲイジーと対戦し、パンチでゲイジーをぐらつかせ、KO寸前まで追い詰めたものの、2Rにスタンドパンチと膝蹴りの連打でキャリア初のTKO負け。敗れはしたものの、ファイト・オブ・ザ・ナイトを受賞した。
2018年1月14日、フェザー級転向初戦となったUFC Fight Night: Stephens vs. Choiでフェザー級ランキング10位のダレン・エルキンスと対戦し、リアネイキドチョークで一本負けを喫した。
2018年8月25日、UFC Fight Night: Gaethje vs. Vickでアンドレ・フィリと対戦し、2-1の判定勝ち。
2018年10月27日、UFC Fight Night: Volkan vs. Smithでアルテム・ロボフと対戦し、3-0の判定勝ち。
2019年3月30日、UFC on ESPN: Barboza vs. Gaethjeでフェザー級ランキング10位のジョシュ・エメットと対戦し、スタンドで優位に試合を進めたものの、右フックで3RKO負け。
2022年7月9日、UFC on ESPN: dos Anjos vs. Fizievでジェイミー・ムラーキーと対戦し、1-2の判定負け。ファイト・オブ・ザ・ナイトを受賞した。海外のMMAメディアサイトの採点では20人中16人の記者がジョンソンの勝利を支持した。
2024年12月14日、UFC on ESPN: Covington vs. Buckleyでオットマン・アツァイターと対戦し、カウンターの右フックでダウンを奪いパウンドで2RKO勝ち。パフォーマンス・オブ・ザ・ナイトを受賞した。

## 戦績

### 総合格闘技
| 総合格闘技 戦績 | 総合格闘技 戦績 | 総合格闘技 戦績 | 総合格闘技 戦績 | 総合格闘技 戦績 | 総合格闘技 戦績 | 総合格闘技 戦績 |
| --------------- | --------------- | --------------- | --------------- | --------------- | --------------- | --------------- |
| 42 試合         | (T)KO           | 一本            | 判定            | その他          | 引き分け        | 無効試合        |
| 24 勝           | 10              | 2               | 12              | 0               | 0               | 0               |
| 19 敗           | 3               | 8               | 7               | 0               | 0               | 0               |

| 勝敗 | 対戦相手                   | 試合結果                            | 大会名                                                                                | 開催年月日     |
| ○    | ダニエル・ゼルフーバー     | 5分3R終了 判定3-0                   | UFC 318: Holloway vs. Poirier 3                                                       | 2025年7月19日  |
| ○    | オットマン・アツァイター   | 2R 2:03 KO（右フック→パウンド）     | UFC on ESPN 63: Covington vs. Buckley                                                 | 2024年12月14日 |
| ○    | ダリウス・フラワーズ       | 5分3R終了 判定3-0                   | UFC Fight Night: Hermansson vs. Pyfer                                                 | 2024年2月10日  |
| ×    | ディエゴ・フェレイラ       | 2R 1:50 KO（右フック）              | UFC Fight Night: Dern vs. Hill                                                        | 2023年5月20日  |
| ○    | マルク・ディアケイジー     | 5分3R終了 判定3-0                   | UFC on ESPN 42: Thompson vs. Holland                                                  | 2022年12月3日  |
| ×    | ジェイミー・ムラーキー     | 5分3R終了 判定1-2                   | UFC on ESPN 39: dos Anjos vs. Fiziev                                                  | 2022年7月9日   |
| ○    | アラン・パトリック         | 2R 3:22 KO（左ストレート→パウンド） | UFC on ESPN 36: Błachowicz vs. Rakić                                                  | 2022年5月14日  |
| ×    | クレイ・グイダ             | 5分3R終了 判定0-3                   | UFC Fight Night: Overeem vs. Volkov                                                   | 2021年2月6日   |
| ×    | ティアゴ・モイゼス         | 2R 0:25 ヒールフック                | UFC Fight Night: Smith vs. Teixeira                                                   | 2020年5月13日  |
| ×    | スティービー・レイ         | 5分3R終了 判定0-2                   | UFC Fight Night: Maia vs. Askren                                                      | 2018年10月26日 |
| ×    | ジョシュ・エメット         | 3R 3R 4:14 KO（右フック）           | UFC on ESPN 2: Barboza vs. Gaethje                                                    | 2019年3月30日  |
| ○    | アルテム・ロボフ           | 5分3R終了 判定3-0                   | UFC Fight Night: Volkan vs. Smith                                                     | 2018年10月27日 |
| ○    | アンドレ・フィリ           | 5分3R終了 判定2-1                   | UFC Fight Night: Gaethje vs. Vick                                                     | 2018年8月25日  |
| ×    | ダレン・エルキンス         | 2R 2:22 リアネイキドチョーク        | UFC Fight Night: Stephens vs. Choi                                                    | 2018年1月14日  |
| ×    | ジャスティン・ゲイジー     | 2R 4:48 TKO（膝蹴り連打）           | The Ultimate Fighter 25 Finale                                                        | 2017年7月7日   |
| ×    | ハビブ・ヌルマゴメドフ     | 3R 2:31 キムラロック                | UFC 205: Alvarez vs. McGregor                                                         | 2016年11月12日 |
| ○    | ダスティン・ポイエー       | 1R 1:35 KO（左ストレート→パウンド） | UFC Fight Night: Poirier vs. Johnson                                                  | 2016年9月17日  |
| ×    | ネイト・ディアス           | 5分3R終了 判定0-3                   | UFC on FOX 17: dos Anjos vs. Cowboy 2                                                 | 2015年12月19日 |
| ×    | ベニール・ダリウシュ       | 5分3R終了 判定1-2                   | UFC Fight Night: Teixeira vs. St. Preux                                               | 2015年8月8日   |
| ○    | エジソン・バルボーザ       | 5分3R終了 判定3-0                   | UFC Fight Night: Bigfoot vs. Mir                                                      | 2015年2月22日  |
| ○    | メルヴィン・ギラード       | 5分3R終了 判定3-0                   | UFC Fight Night: Gustafsson vs. Manuwa                                                | 2014年3月8日   |
| ○    | グレイゾン・チバウ         | 2R 1:32 KO（左ストレート→パウンド） | UFC 168: Weidman vs. Silva 2                                                          | 2013年12月28日 |
| ○    | ジョー・ローゾン           | 5分3R終了 判定3-0                   | UFC Fight Night: Shogun vs. Sonnen                                                    | 2013年8月17日  |
| ×    | レザ・マダディ             | 3R 1:33 ダースチョーク              | UFC on Fuel TV 9: Mousasi vs. Latifi                                                  | 2013年4月6日   |
| ×    | マイルズ・ジュリー         | 5分3R終了 判定0-3                   | UFC 155: dos Santos vs. Velasquez 2                                                   | 2012年12月29日 |
| ○    | ダニー・カスティーリョ     | 2R 1:06 KO（左フック→パウンド）     | UFC on FX 5: Browne vs. Bigfoot                                                       | 2012年10月5日  |
| ○    | トニー・ファーガソン       | 5分3R終了 判定3-0                   | UFC on FOX 3: Diaz vs. Miller                                                         | 2012年5月5日   |
| ○    | シェーン・ローラー         | 5分3R終了 判定3-0                   | UFC on FOX 2: Evans vs. Davis                                                         | 2012年1月28日  |
| ×    | ポール・サス               | 1R 3:00 ヒールフック                | UFC Live: Cruz vs. Johnson                                                            | 2011年10月1日  |
| ○    | エドワード・ファーロロット | 1R 4:42 TKO（パウンド）             | UFC Live: Kongo vs. Barry                                                             | 2011年6月26日  |
| ×    | ジョナサン・ブルッキンズ   | 5分3R終了 判定0-3                   | The Ultimate Fighter: Team GSP vs. Team Koscheck Finale 【ライト級トーナメント 決勝】 | 2010年12月4日  |
| ○    | クリス・マクダニエル       | 1R 4:34 TKO（パンチ連打）           | FM: Productions                                                                       | 2010年1月30日  |
| ○    | ラミロ・エルナンデス       | 5分3R終了 判定3-0                   | Titan FC 15                                                                           | 2009年12月18日 |
| ○    | アーロン・デロウ           | 1R 0:43 TKO（パンチ）               | Xtreme Cage Fighter 10                                                                | 2009年10月3日  |
| ×    | エリック・マリオット       | 2R 1:32 ヒールフック                | FM: Productions                                                                       | 2009年5月9日   |
| ○    | クレイ・フレンチ           | 1R 3:16 キムラロック                | Fuel Fight Club                                                                       | 2009年4月10日  |
| ×    | ジョー・ブラマー           | 4R 3:45 ギロチンチョーク            | Midwest Cage Championships 19                                                         | 2009年3月14日  |
| ×    | ジェームス・クラウス       | 1R 2:55 関節技                      | FM: Productions                                                                       | 2008年11月22日 |
| ○    | ウォーレン・スチュワート   | 1R 2:37 TKO（パンチ連打）           | FM: Productions                                                                       | 2008年9月13日  |
| ○    | ルーカス・グワルトニー     | 5分3R終了 判定2-0                   | Midwest Fight League                                                                  | 2008年7月25日  |
| ×    | テッド・ワージントン       | 3R 1:29 三角絞め                    | MCC 13: Contenders                                                                    | 2008年4月25日  |
| ○    | スティーブ・シュナイダー   | 1R 2:12 ギブアップ                  | FM: Productions                                                                       | 2008年4月18日  |
| ○    | チャンシー・プラザー       | 1R 1:12 TKO（パンチ連打）           | FM: Productions                                                                       | 2008年2月1日   |

### 総合格闘技エキシビション
| 勝敗 | 対戦相手                 | 試合結果                     | 大会名                                           | 開催年月日    |
| ○    | ナム・ファン             | 5分3R終了 判定2-1            | The Ultimate Fighter: Team GSP vs. Team Koscheck | 2010年7月12日 |
| ○    | アレックス・カサレス     | 5分2R終了 判定3-0            | The Ultimate Fighter: Team GSP vs. Team Koscheck | 2010年7月6日  |
| ○    | アーロン・ウィルキンソン | 3R 0:39 リアネイキドチョーク | The Ultimate Fighter: Team GSP vs. Team Koscheck | 2010年6月14日 |
| ○    | パブロ・ガルサ           | 5分2R終了 判定3-0            | The Ultimate Fighter: Team GSP vs. Team Koscheck | 2010年6月5日  |

## 獲得タイトル
- MFLライト級王座（2008年）
- XCFライト級王座（2009年）

## 表彰
- UFC ファイト・オブ・ザ・ナイト（2回）
- UFC ノックアウト・オブ・ザ・ナイト（1回）
- UFC パフォーマンス・オブ・ザ・ナイト（2回）